# Pure (film 2002)
Pure è un film del 2002 diretto da Gillies MacKinnon.
La pellicola ha come interpretati principali Harry Eden, Molly Parker, David Wenham e Keira Knightley.
Nel 2003 è stato proiettato alla 53ª edizione del Festival internazionale del cinema di Berlino, nella sezione Panorama, aggiudicandosi il Premio Manfred Salzgeber e una menzione speciale per l'interpretazione del giovane Harry Eden.

## Trama
Paul è un ragazzino di 10 anni che vive nell'East End di Londra con la madre Mel e il fratello minore Lee. Dopo la morte del padre per overdose, anche Mel è finita nel tunnel della tossicodipendenza e Paul è costretto a prendersi cura della famiglia. Quando la donna inizia a frequentare lo spacciatore Lenny, vecchia conoscenza e in qualche modo responsabile della morte del marito, Paul deve affrontare la sua paura più grande: quella di perdere anche sua madre a causa dell'eroina. Nel frattempo fa amicizia con la giovane cameriera Louise, incinta e anche lei tossicodipendente, che lo aiuta nel disperato tentativo di proteggere la sua famiglia. Trovatasi faccia a faccia con i problemi che ha causato, Mel troverà la forza di salvare se stessa e i suoi figli.

## Produzione
La giornalista e sceneggiatrice inglese Alison Hume ha tratto ispirazione per la storia da un articolo su un'associazione che stava preparando un opuscolo per aiutare i bambini con genitori tossicodipendenti. Decisa ad approfondire, ha incontrato alcune madri appena uscite dall'eroina: «Mi sono sentita liberata dall'idea che una volta raccolti i fatti avrei potuto cambiarli per adattarli alla storia», ha dichiarato, «perché stavolta avrei scritto una sceneggiatura, non un articolo di giornale».
Dopo oltre sei mesi di ricerche ha scelto di ambientare la vicenda a West Ham per avvicinarla alle sue esperienze di bambina («il calcio è una parte molto importante della mia vita, andavo a vedere le partite del West Ham e ricordo vividamente quel senso di appartenenza»). Alla fine del 1999, il suo agente l'ha presentata a Howard Burch della Kudos Pictures e insieme hanno sviluppato una storia vista con gli occhi di un bambino di 10 anni. I dirigenti della Kudos hanno portato la sceneggiatura alla Little Wing Films che ha deciso di finanziare il film. «Howard ha sempre creduto nel progetto», ha affermato la Hume, «è lui che lo ha spinto verso la produzione».
Il via libera della Little Wing è arrivato nell'agosto 2001 e le riprese del film, girato on location nell'East End di Londra e nei 3 Mills Studios, sono state effettuate dal 13 gennaio al 3 marzo 2002. «Quando il film è stato finanziato non potevo crederci», ha dichiarato Howard Burch, «soprattutto perché affronta questioni molto difficili e in quel momento non avevamo nessuno di talento a cui affidarlo». Una volta pronta la sceneggiatura, i produttori hanno iniziato la ricerca del regista: «Gillies MacKinnon era nei nostri pensieri sin dall'inizio», ha proseguito Burch, «ciò che mi ha attratto in lui sono stati film come Ideus Kinky - Un treno per Marrakech e Small Faces, ovviamente ha una grande visione e buoni precedenti con i bambini. Ero molto interessato a rendere il film colorato e cinematografico e Gillies aveva una visione simile».
MacKinnon è rimasto subito colpito dalla sceneggiatura: «Mi sono subito immerso in questa storia di un ragazzo e di sua madre... l'idea che fosse raccontata attraverso gli occhi di un bambino di 10 anni era un modo unico di raccontarla». Con lo scenografo Jon Henson e il fotografo John de Borman, con cui aveva già lavorato in Hideous Kinky, si è recato sui luoghi delle riprese per discutere dello stile visivo. «Sono rimasto molto colpito dai colori vivaci del mercato che rappresentano le diverse culture che vivono in questa parte di Londra», ha affermato, «ed è stato proprio con questi colori che abbiamo scelto di rappresentare questa storia d'amore». Come ha dichiarato Henson, tutti i colori sono stati enfatizzati per rappresentare la visione di Paul del mondo: «Abbiamo colorato ogni luogo e selezionato colori per determinati personaggi... oro per Louise che è vista da Paul come un angelo, rosso per Vicky che finisce per morire di overdose, blu e verde per la casa di Paul». Questa visione è stata poi ulteriormente perfezionata: «Abbiamo cercato di usare la camera emotivamente», ha detto De Borman, «usando una camera a mano e obiettivi grandangolari per creare una tensione emotiva. Volevamo anche creare un ambiente strutturato di chiaroscuri e ritratti per catturare l'emozione e l'umore dei personaggi».

### Cast
La scelta del cast è iniziata immediatamente dopo la firma del contratto del regista, con la ricerca dell'attore giusto per il ruolo del giovane Paul. Il direttore del casting Chloe Emmerson, incaricata dopo il suo lavoro in film come Billy Elliot, ha visionato circa 2.500 bambini prima di preparare una lista per MacKinnon e il produttore Howard Burch. «Il processo di casting è stato incredibilmente rigoroso», ha affermato quest'ultimo, «perché alla fine il ragazzo selezionato doveva avere la gamma, l'abilità e il talento per essere messo in situazioni molto difficili ed emotive». Harry Eden, che aveva all'attivo alcune partecipazioni in serie tv, è stato uno dei primi a fare un provino e MacKinnon lo ha voluto immediatamente. Ha dichiarato Eden: «Non credevo davvero che avrei ottenuto il ruolo perché ero di fronte a così tanti bambini. Ho pianto quando ho saputo di aver ottenuto la parte... ero felice e sollevato».
Per quanto riguarda il resto del cast, MacKinnon ha detto di aver subito pensato all'australiano David Wenham per il ruolo di Lenny, mentre per il personaggio di Mel è stata raccomandata l'attrice canadese Molly Parker. «Avevo incontrato Molly poco tempo prima», ha dichiarato il regista, «ed ero rimasto molto impressionato dalla sua interpretazione in Kissed e in altri film, tra cui Wonderland... ero convinto che avrebbe potuto interpretare Mel... ha questa incredibile capacità di trasformarsi, di immedesimarsi così profondamente nei personaggi... deve avere qualcosa di molto speciale e ha trasformato il personaggio». L'attrice ha dichiarato a proposito della sceneggiatura: «Ero molto interessata al rapporto tra il ragazzo e sua madre, è una storia d'amore, ma quando ho letto per la prima volta la sceneggiatura mi sono identificata più con il conflitto del ragazzo che con la madre». Una volta assegnatale la parte ha iniziato a studiare il personaggio, cercando di capire come conciliare l'amore di una madre con la negligenza che mostra verso la sua famiglia: «Ho riflettuto molto e parlato con molte persone prima di arrivare nel luogo in cui ho capito Mel».
Alison Hume ha confessato di essere stata dubbiosa quando ha saputo che i due attori "adulti" principali non sarebbero stati inglesi, ricredendosi nel momento in cui ha visto il modo in cui ogni attore ha interpretato il personaggio: "Mi sono sentita mortificata quando ho visto i giornalieri. Come scrittrice puoi essere abbastanza ossessionata dalle parole e se qualcuno vuole cambiarle ti arrabbi molto, ma quando vedi ciò che l'attore fa con i tuoi dialoghi ti rendi conto che le parole sono solo parte del processo di narrazione".

## Distribuzione
Dopo l'anteprima del 13 settembre 2002 al Toronto International Film Festival e la proiezione al BFI London Film Festival il successivo 15 novembre, il film è uscito nel Regno Unito il 2 maggio 2003. Lo stesso anno ha partecipato ad alcuni festival internazionali, tra cui il Festival di Berlino, il Festival internazionale del cinema di Karlovy Vary, il Melbourne International Film Festival e il Film by the Sea di Flessinga. Negli Stati Uniti ha avuto una distribuzione limitata nelle sale a partire dal 10 giugno 2005, mentre in molti Paesi (tra cui Giappone, Germania, Finlandia e Ungheria) è stato distribuito direttamente in DVD tra il 2004 e il 2007.

## Critica
Il sito Metacritic assegna al film un punteggio di 70 su 100, sulla base di 11 recensioni professionali.
Kirk Honeycutt ha scritto su The Hollywood Reporter: «Lo stile vivace e colorato di Pure trasforma una storia "deprimente" di vite difficili e disperazione in una potente storia d'amore». G. Allen Johnson del San Francisco Chronicle lo ha giudicato «solido anche se non spettacolare», mentre secondo il critico Roger Ebert «una delle qualità intriganti del film è che i suoi orrori si svolgono in un mondo che non è così crudele e doloroso come sappiamo potrebbe essere».
Meno positive sono state le recensioni di Carina Chocano del Los Angeles Times («ben recitato, con uno stile realista intimo, ma non raggiunge il livello di abilità artistica e immaginazione di un film di Ken Loach») e di Charlotte O'Sullivan che su The Independent ha scritto: «MacKinnon è troppo timoroso per esplorare in profondità. Pure è fondamentalmente un racconto morale, che trasmette il messaggio "alla Harry Potter" che il coraggio, piuttosto che la fortuna, risolve le situazioni».
Unanime è stato l'apprezzamento delle prove attoriali di Molly Parker, definita da molti "emozionante", e soprattutto di Harry Eden, al debutto sul grande schermo e premiato con una menzione speciale a Berlino. David Stratton della rivista Variety ha scritto che il giovane attore «crea una personalità vincente da una combinazione di vulnerabilità, intraprendenza, durezza e fragilità... una performance giovanile eccezionale», mentre secondo Nathan Rabin del sito The A.V. Club «l'interpretazione indimenticabile di Eden da sola lo rende un ritratto avvincente di un ragazzo sveglio costretto a crescere troppo in fretta».

## Riconoscimenti
2003
- Festival internazionale del cinema di Berlino
Premio Manfred Salzgeber a Gillies MacKinnon
Premio Manfred Salzgeber, menzione speciale a Harry Eden per la sua interpretazione
- British Independent Film Awards
Miglior esordiente a Harry Eden
- Emden International Film Festival
Miglior film